# Schloss Mengkofen

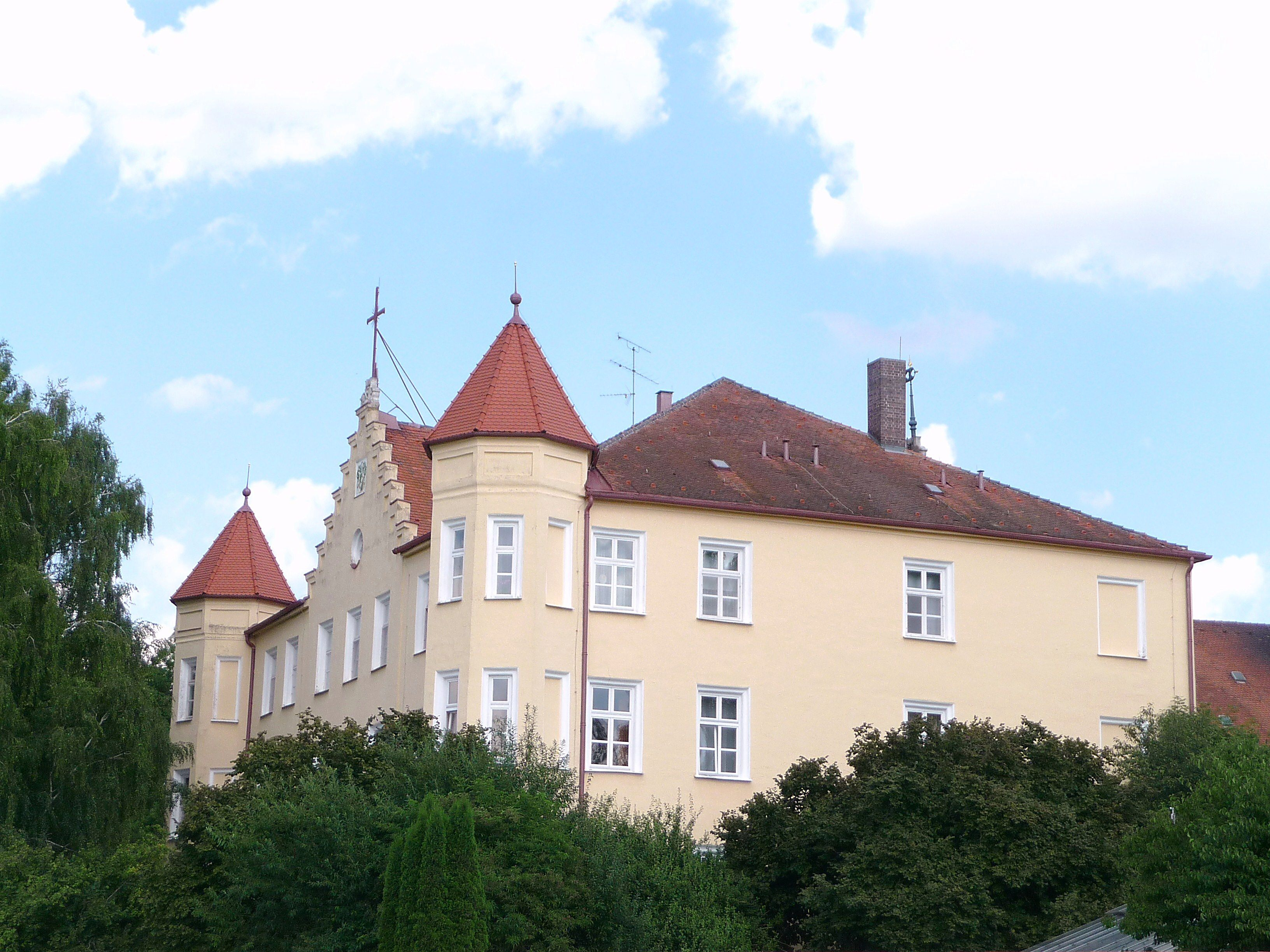
Schloss Mengkofen (2010)

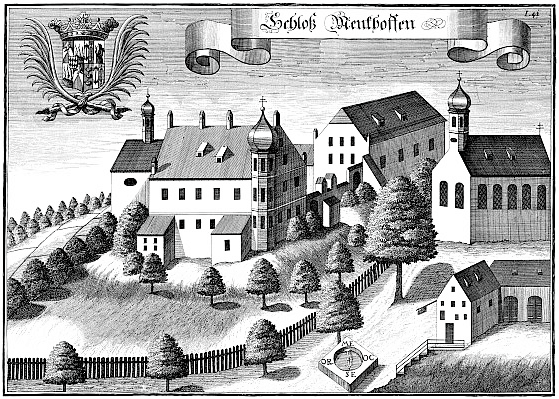
Schloss Mengkofen nach einem Stich von Michael Wening (1726)

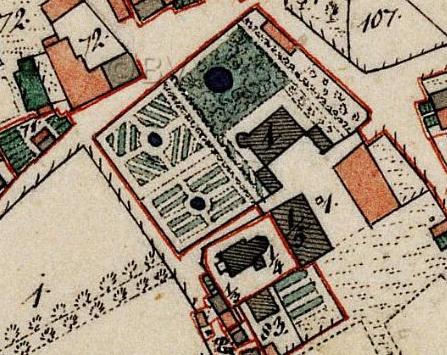
Schloss Mengkofen auf dem Urkataster von Bayern (um 1830)

Das Schloss Mengkofen befindet sich in der gleichnamigen niederbayerischen Gemeinde Mengkofen im Landkreis Dingolfing-Landau. Das Schloss  liegt ca. 60 m nördlich der Pfarrkirche Mariä Verkündigung in der Nähe des Volksfestplatzes Alleewiese. Das denkmalgeschützte Gebäude ist als Baudenkmal unter der Aktennummer D-2-79-127-1 eingetragen.
Die Anlage ist auch als Bodendenkmal mit der Aktennummer D-2-7240-0221 und der Beschreibung „untertägige Befunde des Mittelalters und der frühen Neuzeit im Bereich des ehem. Hofmarkschlosses mit zugehöriger, abgegangener Schlosskapelle in Mengkofen, darunter die Spuren von Vorgängerbauten bzw. älteren Bauphasen“ verzeichnet. Mit den Resten der Kreuzkapelle sowie anderer Erweiterungsbauten aus der Nachkriegszeit ist die Mengkofener Schlossanlage eines der wichtigsten Beispiele moderner Klosterarchitektur im ostbayerischen Raum.

## Baulichkeit
Über den ersten Sitz zu Mengkofen gibt es kein sicheres Wissen, aber ca. 550 m südöstlich der heutigen Anlage befindet sich am Bräugraben ein „verebneter Burgstall des Mittelalters“, der als Bodendenkmal unter der Aktennummer D-2-7240-0061 im Bayernatlas ausgewiesen ist.
Aber um 1490 wird ein „gemauertes Schloß“ erwähnt. Philipp Apian nennt hier 1555 ein „nobile dominum“, was ebenfalls auf ein Schloss schließen lässt. Ob dieses durch den Dreißigjährigen Krieg in Mitleidenschaft gezogen wurde, ist nicht bekannt. Der Stich von Michael Wening um 1726 zeigt das Schloss als zweigeschossigen Satteldachbau mit einem Eckturm, der von einem barocken Zwiebelturm gekrönt ist, und mehreren Schleppgauben. Im Osten angebaut befindet sich eine Schlosskapelle und nach Süden ein Nebengebäude, das mit dem Schloss durch eine Mauer mit einem Portal verbunden ist. Vor dem Schloss befindet sich ein einfacher Garten, der von einem Holzzaun umgrenzt wird. Im Westen ist die Pfarrkirche von Mengkofen zu sehen. Dieser Bau ist am 11. Juli 1842 abgebrannt und wurde in den folgenden drei Jahren unter Verwendung älterer Bestandteile wieder errichtet.
Heute ist das Schloss ein dreigeschossiger Walmdachbau mit zwei Ecktürmen und einem auf der Längsseite mittigen Treppengiebel. Die Anlage war, wie aus dem Urkataster ersichtlich ist, mit einer angegliederten, ummauerten Parkanlage umgeben. Die frühere Parkanlage ist später teilweise in einen Nutzgarten und dann in einen Klostergarten umgewandelt worden. Die Gartenmauern bestehen weiterhin mit zwei Toreinfahrten, östlich und westlich des Hauptbaus.
Unter den Barmherzigen Schwestern wurde 1953 das rechte Nebengebäude aufgestockt und der Bau um Räume zur Pflege erkrankter Schwestern ergänzt. 1954 wurden die restlichen Gebäude des Schlossensembles durch den Orden erworben, dies waren der parallel zum Hauptgebäude gelegene Querbau und der linke Seitenflügel, der ursprünglich als „Kutschengarage“ diente. Beide wurden in der Folge abgerissen. Der linke Seitenflügel wurde 1964 durch einen Neubau ersetzt, der als Kindergarten sowie als Wohnheim für pensionierte Lehrerinnen diente.
Zwischen 1972 und 1974 erfolgten durch den Regensburger Architekten Friedrich Schwertle weitere Neu- und Zubauten. Gegenüber dem Hauptbau entstand auf einer Anhöhe die sogenannte Kreuzkapelle, ein Kirchengebäude mit Pyramidendach. Außerdem wurde ein Pflegeheim errichtet. Durch verglaste ebenerdige Verbindungsgänge wurden diese mit dem Altbau verbunden. Die Kreuzkapelle wurde mittlerweile zu einem Speisesaal umgenutzt und durch Um- und Anbauten überformt, die gläsernen Verbindungsgänge wurden teilweise abgerissen und durch Anbauten entstellt.

## Geschichte
Im 12. Jahrhundert wird hier das in Niederbayern reich begüterte Ortsadelsgeschlecht der Mengkofer, die im Dienst der Wittelsbacher standen, urkundlich erwähnt. Erster der Linie war ein Babo von Mengkofen. Im 12. Jahrhundert wird ein „Sifridus de Menniochoven“ genannt.
Wernher von Mengkofen zog 1147 in den zweiten Kreuzzug und ist danach verschollen. Er war ein Schwertträger (miles) der Grafen von Sulzbach. Mit seinem Tod wurde der Eigenbesitz zerteilt. Über die Erbtochter Sophie, die Frau Graf Gebhards von Abensberg, ging der Besitz in Mengkofen an die Abensberger. Zu Mengkofen saßen nun Ministeriale der Abensberger, welche sich bald nach Mengkofen nannten.
Am 19. Dezember 1253 erscheint der Name Mengkofen (Menchofer, Maeinhover, Mengkofer) in einem Friedensvertrag zwischen Bischof Albert von Regensburg und den Herzögen Ludwig und Heinrich von Bayern als Schiedsrichter. Am 26. Februar 1296 wird „Berthold der Maeinchover“, mitsamt seiner Tochter Margarethe, Ehefrau des Ulrich von Teisbach, in einer Teisbacher Gerichtsurkunde erwähnt.
„Ulrich der Menchofer zu Choelnpach“ (heute Großköllnbach) wird 1378 als Gerichtsbeisitzer in einer Gerichtsurkunde von Leonsberg genannt, 1396 ist er Taidinger in einer Landshuter Gerichtsurkunde und 1409 Vertragsschließender in einer Güterabtretungsurkunde.
Als Pfleger von Erding wird 1335 in einer Dingolfinger Gerichtsurkunde ein „Chunrat den Memchofaer“ genannt, dieser ist 1378 Richter von Leonsberg. Eine Leonsberger Gerichtsurkunde nennt Hans den Menchover. Dieser wird auch als Propst zu Salach genannt. Dies wird auch in dem Werk des herzoglich-bayerischen Archivars Johann Lieb bestätigt, hier wird für das Jahr 1358 Hans den Mechover mit dem Beisatz „zu Salach“ genannt. 1351 erscheint ein Nikolaus der Mengkofer als Chorherr der Alten Kapelle zu Regensburg; auch sein Bruder Berchtold der Mengkofer war Priester und aus seinem Erbgut gründete er die Pfarrei Martinsbuch. 1362 wird Christoph der Mengkofer als Teilnehmer bei dem Turnier zu Bamberg genannt.
1411 siegelte Erhard Menkhofer als „Pfleger am Frauenhaus“ für eine gestiftete ewige Messe; mit Frauenhaus gemeint ist die Marienkirche zu Haindling. 1470 und 1500 wird Nicolaus der Mengkofer zu Mengkofen in der Landtafel Dingolfing als Ritter und freier Eigentümer genannt.
Ein „Achatz von Mennkhofen“ verkaufte 1511 an den Abt Angelus von Kloster Vornbach jährliche Gülten aus der Mühle „genannt zu Obernaw ze Heelfellden“. Er wird auch 1508 und 1522 genannt. Mit ihm verschwindet das Geschlecht der Mengkofer aus der Gegend. Im Kloster Seligenthal werden noch ein Katharina Mengkoferin und ihr Bruder Udalrich genannt, eine Ehrentraud Menchoverin erscheint noch als „sanctimonialis“ (= Nonne) in Eytting. Das Siegel der Mengkofer, eine Bärentatze, ist heute das Wappen der Gemeinde Mengkofen.
Seit 1555 sind hier die Armannsberger ansässig, ob durch Kauf oder Einheirat, ist nicht bekannt. Am 23. Mai 1555 trat der „edl von Armannsberger zu Menkoven“ als Siegler in einem Revers von Haindling auf. 1560 erscheinen Barthelmé, Eustiachi, Erasm und Hanns Wilhelm die Armannsberger. Erasm starb 1561 unter Hinterlassung einer beträchtlichen Schuldenlast. Die Vormünder seiner Kinder verkauften alles, und dennoch konnten nicht alle Ansprüche der Gläubiger befriedigt werden. Käufer der Hofmark wurde 1570 die Gattin des Ruprecht Stupf, Pfleger zu Riedt, aus München. Nach dessen Tod heiratete sie den Hans Georg Muffl, Landrichter zu Vohburg. 1580 kaufte das Gut mit allen Lasten Josue Magnsreuther als „freies, lediges aign“. Er taucht mehrmals bei Rechtsstreitigkeiten auf, z. B. einem Bierstreit von 1595–96, bei dem es um das Bierbrauen und den Bierausschank ging. 1602 verkaufte er Mengkofen an Hans Georg von und zu Weichs, Rath in Staubing. Bereits 1621 verkaufte dieser die Hofmark Mengkofen an die Seyboltsdorfer, und zwar an Georg Ludwig von und zu Seyboltsdorff, bischöflich Freisinger Rat. Als er 1636 verstarb, traten seine beiden Söhne Georg Ludwig und Erhart Caspar das Erbe an. Beide waren Offiziere während des Dreißigjährigen Krieges und lebten nicht in Mengkofen.
Die Güter wurden Johann Kaspar von Lerchenfeld verwaltet, 1651 trat er noch als Gewalt- und Lehensträger der Freiherrn von Seyboltsdorff zu Mengkofen auf, 1653 hat er aber die Hofmark käuflich an sich gebracht. 1663 erschien er bei dem Lehensrevers nochmals als Landsasse. Am 30. November 1682 trat sein Sohn Karl Franz das Erbe an. Auf ihn folgte sein Sohn Franz Joseph Adam und auf diesen wieder sein Sohn Franz Adam. Dieser war vermählt mit Maria Margaretha, geb. Gräfin von Fugger zu Kirchberg am Weissenhorn. Die Ehe blieb kinderlos und Maria Margaretha verstarb am 16. Oktober 1724. Am 29. Juli 1725 heiratete der Baron Maria Johanna Baronin von Geböckh. Aus dieser Ehe stammte die Tochter Maria Elisabeth (* 14. Februar 1731), aber die Mutter verstarb bereits am 18. Oktober desselben Jahres. Der Vater heiratete darauf zum dritten Mal, diesmal die Gräfin Franziska Antonia von Arco. Diese Ehe blieb wieder kinderlos. Baron Adam von Lerchenfeld stiftete aufgrund eines Gelübdes 1716 das Schlossbenefizium. Er baute 1717 eine neue Kirche und errichtete eine Schule mit Lehrer-, Organisten- und Mesnerdienst.
Baroness Maria Elisabeth heiratete am 8. Januar 1753 den Grafen August von Törring-Jettenbach (* 10. August 1728) und die Hofmark Mengkofen kam an die Grafen Törring-Jettenbach-Gronsfeld. Sie hatten die Kinder Theresia, Sigmund (Ordensmann bei den Theatinern), Franz Emanuel und Karl Emanuel (beide wurden Priester), Emmanuel (Komtur des Johanniterordens) und Joseph August. 1773 starb der Bruder des August von Toerring, Max-Emanuel, ohne Nachkommen und er erbte dessen umfangreichen Besitz zu Jettenbach. Das brachte es mit sich, dass er oft auswärts tätig war und die Bedeutung von Mengkofen als Herrschaftssitz zurückging. Am 21. August 1802 verstarb Reichsgraf August. Ihm folgte Joseph August II. Dieser hatte sich am 1. Mai 1779 mit Hyazinthia, geb. von Sandizell, verehelicht. Aus der Ehe stammten der Sohn Max August Johann (* 21. April 1780) und die Töchter Elisabeth (* 1781) und Hyacinthia Augusta (* 1785). 1811 wurde der Schlossbesitz zertrümmert. Joseph August verstarb am 9. April 1826. Sein Sohn Max August hatte den Besitz zu Mengkofen noch vier Jahre inne, dann verkaufte er das Gut am 25. April 1830 an den Regierungsrat Julius von Niethammer. Die von Niethammer, später von Haniel-Niethammer, waren die letzte großgrundbesitzende Adelsfamilie in der Gemeinde Mengkofen. 1832 erwarb Julius von Niethammer außerdem das benachbarte Schlossgut Tunzenberg von den Lerchenfelds. Sein Sohn Baron Ludwig von Niethammer verließ Mengkofen und siedelte ganz nach Tunzenberg über. Fritz von Haniel-Niethammer hat als Letzter der Familie das Schloss in Mengkofen nicht mehr bewohnt: Als letzte hat eine Verwandte der Gutsherrschaft, Frau Bertha von Hartlieb, noch in dem Schloss gewohnt, danach blieb es unbewohnt und wurde marode.
1945 wurde das Schloss Mengkofen vorübergehend als Flüchtlingslager genutzt. Es wurde dann 1950 zu einem symbolischen Preis an das Landratsamt Dingolfing verkauft und den aus Eger ausgewiesenen Barmherzigen Schwestern vom Heiligen Kreuz überlassen. In das heruntergekommene Schloss zogen am 6. Oktober 1950 232 Schwestern ein. In der Folge wurde das Schloss als Altenheim des Ordens genutzt; später wurden hier auch ein Kindergarten, eine Haushaltungs- und Nähschule sowie eine Schule für Musikunterricht eingerichtet.
2020 haben sich die Barmherzigen Schwestern entschlossen, die Anlage aufzugeben und sind in die Klostergemeinschaft nach Gemünden am Main umgezogen. Die Anlage ging in den Besitz der PhysioKlinik Aitrachtal über, die hier die bereits bestehende Rehaklinik erweitern will.

## Varia
Während der Bayerischen Volkserhebung gewährte die Gemeinde dem aufständischen Georg Sebastian Plinganser im Schloss Asyl.
1805 nahm Kaiser Napoleon auf der Durchreise von Wien nach München auf dem Schloss ein Mittagessen ein. 1854 reiste die Kaiserbraut Elisabeth durch Mengkofen und wurde als bayerische Prinzessin gebührend gefeiert.